# 馬場功淳
馬場 功淳（ばば なるあつ、1978年1月7日 - ）は、日本の実業家。株式会社コロプラ創業者・同代表取締役会長。公益財団法人クマ財団理事長。

## 人物
兵庫県伊丹市出身。
都城工業高等専門学校卒業後、九州工業大学情報工学部知能情報学科に編入。同大学院博士課程中退。
都城高専在学中はラグビー部に所属し、全国高等専門学校ラグビーフットボール大会で優勝した経験がある。
ケイ・ラボラトリー（現・KLab）で働きながら、現在のコロプラの原型である位置ゲーを開発した。
2003年、新卒でケイ・ラボラトリー（現・KLab）に入社。2007年にグリー株式会社に転職。2008年に株式会社コロプラを設立し独立。同代表取締役社長に就任した。
2017年フォーブス日本長者番付50位、資産790億円。
2020年、紺綬褒章飾版受章。
2021年、コロプラの代表取締役会長およびチーフクリエイターに就任。